# Gerstheim
Ne doit pas être confondu avec Gersheim.
Gerstheim [ɡɛʁstaim] est une commune française située dans la circonscription administrative du Bas-Rhin et, depuis le 1er janvier 2021, dans le territoire de la Collectivité européenne d'Alsace, en région Grand Est. Elle se trouve dans la région historique et culturelle d'Alsace.
Ses habitants sont appelés les Gerstheimois.
Le maire de la commune est Julien Koegler depuis 2020.

## Géographie
Gerstheim est une commune du Bas-Rhin située au nord du Grand Ried à environ 25 km au sud de Strasbourg. Elle est bordée par le Rhin, qui la sépare du village allemand d'Ottenheim. Sa position frontalière en fait naturellement un lieu de passage vers l'est ; ainsi, l'historien de l'Alsace, Édouard Sitzmann, signalait dans son opuscule consacré à la cité gallo-romaine d'Ehl, que Gerstheim était situé à l'extrémité est de la voie romaine allant des Vosges au Rhin.
Le village est par ailleurs limitrophe de sept communes : au sud Daubensand et Obenheim, à l'ouest Herbsheim, Sand, Matzenheim et Osthouse, et au nord Erstein.
Gerstheim est une étape sur la Véloroute Rhin EV 15 (1 320 km) qui relie la source du Rhin, située à Andermatt en Suisse, à son embouchure à Rotterdam.
La commune possède trois fleurs dans le palmarès des villages fleuris.

### Communes limitrophes
| Erstein              | Erstein   |                               |
| Osthouse, Matzenheim | Gerstheim | Le Rhin Schwanau ( Allemagne) |
|                      | Obenheim  | Daubensand                    |

### Héraldique
| Blason de Gerstheim | Blason  | D'argent aux deux cœurs enflammés de gueules, celui de dextre brochant en partie sur l'autre. |
| Blason de Gerstheim | Détails |                                                                                               |

### Hydrographie

#### Réseau hydrographique
La commune est dans le bassin versant du Rhin au sein du bassin Rhin-Meuse. Elle est drainée par le canal du Rhone au Rhin, le Grand canal d'Alsace, le Rhin, la Zembs, le ruisseau Muhlbach de Gerstheim, le ruisseau le Muhlbach de Daubensand, le canal d'alimentation du Bassin de Plobsheim, le ruisseau Hanfgraben, le ruisseau la Vieille Weil, le ruisseau la Weil et le ruisseau le Brunnwasser,.

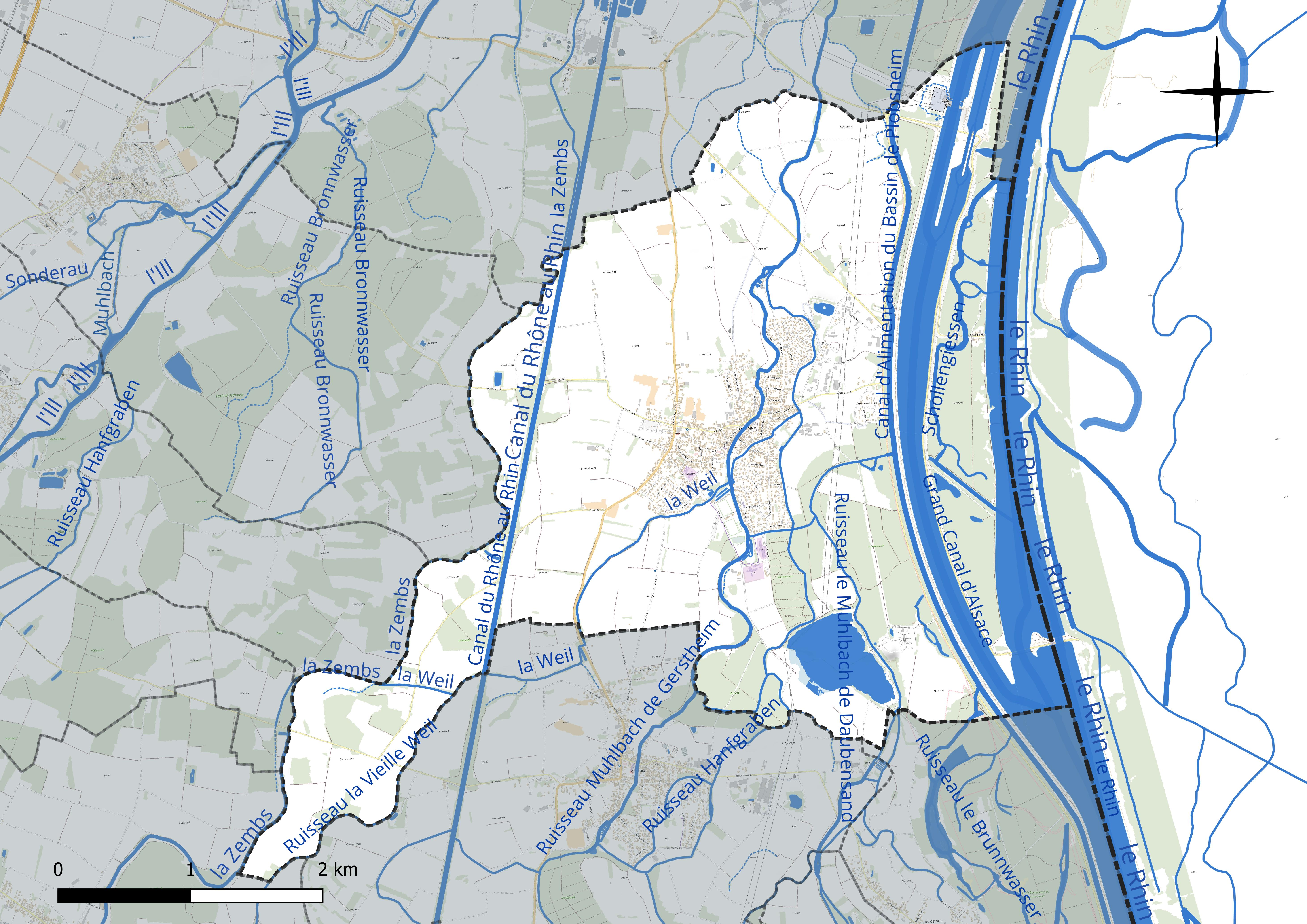
Réseau hydrographique de Gerstheim.

Le canal du Rhône au Rhin, d'une longueur de 133 km, relie la Saône, affluent navigable du Rhône, au Rhin, par la vallée du Doubs et son prolongement en Haute Alsace jusqu'à Niffer sur le Rhin, un autre prolongement rejoignant Strasbourg par la canalisation de l'Ill.
Le Grand canal d'Alsace, d'une longueur de 93 km, prend sa source dans la commune de Schœnau et se jette  dans 0 à Erstein, après avoir traversé 31 communes.
Le Rhin, long de 1 233 km est le plus long fleuve se déversant dans la mer du Nord et de l'une des voies navigables les plus fréquentées du monde. Il traverse la Suisse, l'Autriche, l'Allemagne et les Pays-Bas et marque la frontière entre l'Allemagne et la France.
La Zembs, d'une longueur de 25 km, prend sa source dans la commune de Hilsenheim et se jette  dans le canal d'alimentation de l'Ill à Nordhouse, après avoir traversé onze communes. Les caractéristiques hydrologiques de la Zembs [Ried] sont données par la station hydrologique située sur la commune de Herbsheim. Le débit moyen mensuel est de 1,6 m3/s. Le débit moyen journalier maximum est de 8,07 m3/s, atteint lors de la crue du 6 février 2021. Le débit instantané maximal est quant à lui de 8,24 m3/s, atteint le même jour.
Le ruisseau Muhlbach de Gerstheim, d'une longueur de 25 km, prend sa source dans la commune de Sundhouse et se jette  dans la canal d'alimentation du Bassin de Plobsheim à Erstein, après avoir traversé neuf communes.

#### Gestion et qualité des eaux
Le territoire communal est couvert par le schéma d'aménagement et de gestion des eaux (SAGE) « Ill Nappe Rhin ». Ce document de planification concerne la nappe phréatique rhénane, les cours d'eau de la plaine d'Alsace et du piémont oriental du Sundgau, les canaux situés entre l'Ill et le Rhin et les zones humides de la plaine d'Alsace. Le périmètre s’étend sur 3 596 km2. Il a été approuvé le 17 janvier 2005. La structure porteuse de l'élaboration et de la mise en œuvre est la région Grand Est.
La qualité des cours d’eau peut être consultée sur un site dédié géré par les agences de l’eau et l’Agence française pour la biodiversité.

#### Risques d'inondation
La vallée de l'Ill, comme l'ensemble du département, a connu plusieurs inondations importantes. On peut citer au XXe siècle, les crues de 1910, 1919, 1947, 1955, 1983 et 1990 notamment qui ont causé de nombreux dégâts (destructions de ponts, inondations de zones industrielles et d’ agglomérations). Les inondations de l'Ill ont lieu essentiellement en période hivernale et printanière à la suite de pluies abondantes parfois associées à la fonte du manteau neigeux. Les crues de 1983 et de 1990 ont présenté une période de retour entre 20 et 50 ans. Afin d'anticiper et de gérer une éventuelle inondation, un Plan de prévention des risques d'inondation de l'lll  a été approuvé par arrêté préfectoral le 30 janvier 2020. 17 % du territoire communal, soit environ 16,5 km2 sont concernés par le risque inondation. Il s’agit de zones naturelles préservées pour l'expansion des crues, situées à l'ouest et au sud-ouest du village. Une bande de sécurité inconstructible située en arrière-digue a été définie le long du canal du Rhône au Rhin. Celle-ci ne concerne aucune zone urbanisée.

### Climat
Pour des articles plus généraux, voir Climat du Grand Est et Climat du Bas-Rhin.
En 2010, le climat de la commune est de type climat des marges montargnardes, selon une étude du Centre national de la recherche scientifique s'appuyant sur une série de données couvrant la période 1971-2000. En 2020, Météo-France publie une typologie des climats de la France métropolitaine dans laquelle la commune est exposée à un climat semi-continental et est dans la région climatique  Alsace, caractérisée par une pluviométrie faible, particulièrement en automne et en hiver, un été chaud et bien ensoleillé, une humidité de l’air basse au printemps et en été, des vents faibles et des brouillards fréquents en automne (25 à 30 jours).
Pour la période 1971-2000, la température annuelle moyenne est de 10,7 °C, avec une amplitude thermique annuelle de 17,8 °C. Le cumul annuel moyen de précipitations est de 633 mm, avec 8,3 jours de précipitations en janvier et 9,6 jours en juillet. Pour la période 1991-2020, la température moyenne annuelle observée sur la station météorologique de Météo-France la plus proche, « Strasbourg-Entzheim », sur la commune d'Entzheim à 18 km à vol d'oiseau, est de 11,4 °C et le cumul annuel moyen de précipitations est de 635,7 mm. 
La température maximale relevée sur cette station est de 38,9 °C, atteinte le 25 juillet 2019 ; la température minimale est de −23,6 °C, atteinte le 23 janvier 1942,,.
Les paramètres climatiques de la commune ont été estimés pour le milieu du siècle (2041-2070) selon différents scénarios d'émission de gaz à effet de serre à partir des nouvelles projections climatiques de référence DRIAS-2020. Ils sont consultables sur un site dédié publié par Météo-France en novembre 2022.

## Urbanisme

### Typologie
Au 1er janvier 2024, Gerstheim est catégorisée bourg rural, selon la nouvelle grille communale de densité à sept niveaux définie par l'Insee en 2022.
Elle appartient à l'unité urbaine de Gerstheim, une unité urbaine monocommunale constituant une ville isolée,. Par ailleurs la commune fait partie de l'aire d'attraction de Strasbourg (partie française), dont elle est une commune de la couronne,. Cette aire, qui regroupe 268 communes, est catégorisée dans les aires de 700 000 habitants ou plus (hors Paris),.

### Occupation des sols
L'occupation des sols de la commune, telle qu'elle ressort de la base de données européenne d’occupation biophysique des sols Corine Land Cover (CLC), est marquée par l'importance des territoires agricoles (56,4 % en 2018), en diminution par rapport à 1990 (59,6 %). La répartition détaillée en 2018 est la suivante : terres arables (45,6 %), forêts (18,1 %), eaux continentales (15,2 %), zones agricoles hétérogènes (8,2 %), zones urbanisées (6,5 %), zones industrielles ou commerciales et réseaux de communication (3,9 %), prairies (2,6 %). L'évolution de l’occupation des sols de la commune et de ses infrastructures peut être observée sur les différentes représentations cartographiques du territoire : la carte de Cassini (XVIIIe siècle), la carte d'état-major (1820-1866) et les cartes ou photos aériennes de l'IGN pour la période actuelle (1950 à aujourd'hui).

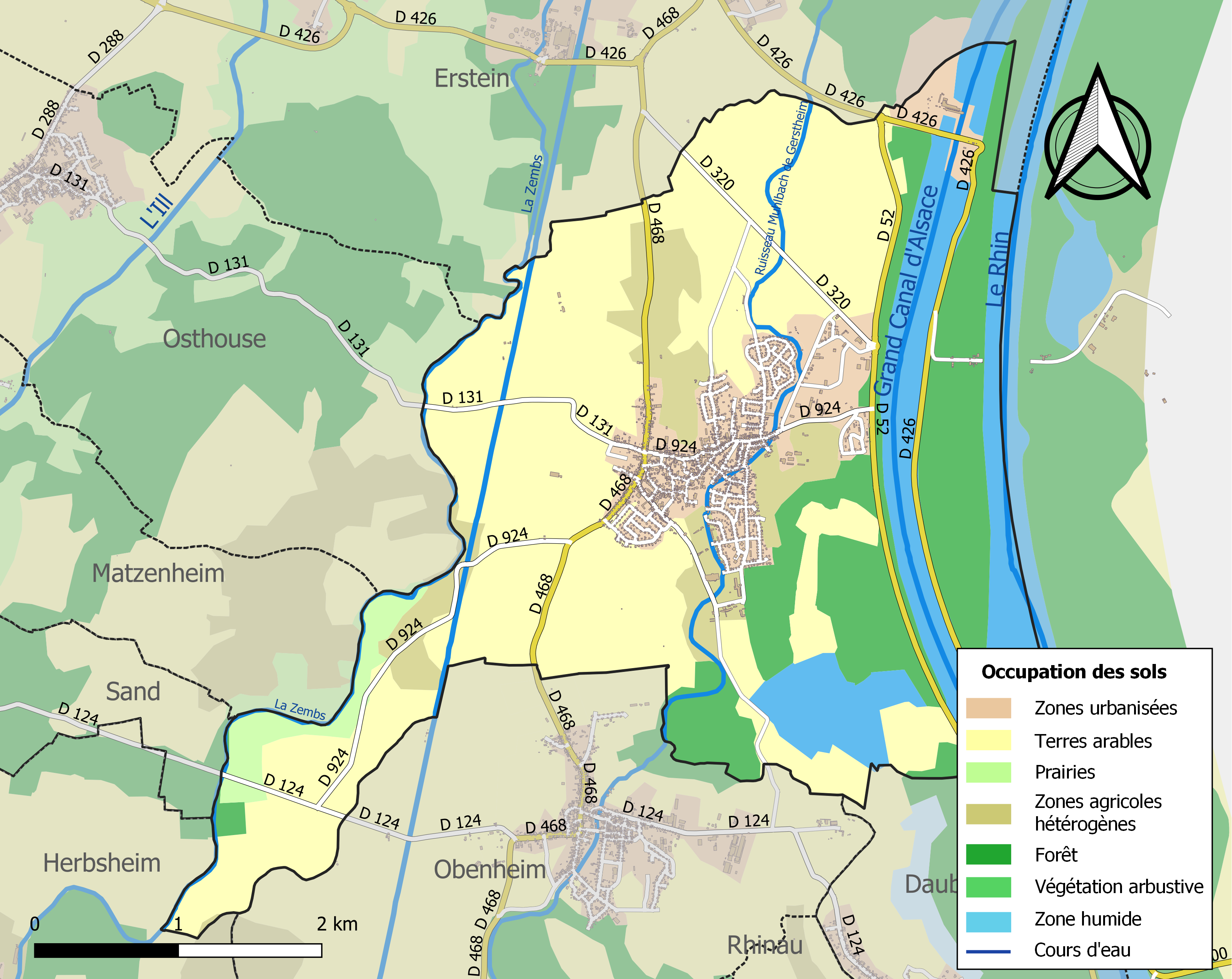
Carte des infrastructures et de l'occupation des sols de la commune en 2018 (CLC).

## Toponymie
Les premières mentions du village de Gerstheim apparaissent sous plusieurs graphies :
- Gersheim, en 1050
- Gerhbodesheim, en 1066
- Geresheim, Gerstheim ou Gersten à partir du XIVe siècle.

Deux théories sur l'origine du nom s'affrontent. D'après la première, il proviendrait du patronyme germanique Gerobald, signifiant "le hardi à la lance". La seconde semble être plus certaine puisqu'elle donne pour origine la racine paléo-européenne KAR ou GAR, qui signifie "fermer", et renvoie à la notion d'abri, de protection ; ceci pourrait traduire la position géographique de Gerstheim, situé sur une levée alluvionnaire, qui protège le village des crues du Rhin et de l'Ill. Le suffixe « heim » est très courant en Alsace et signifie la maison, le foyer.

## Histoire
Le village est pour la première fois mentionné par une proclamation papale du 17 décembre 1050 par laquelle le comte d'Eguisheim, futur Léon IX, donne le village à l'abbaye de Hohenbourg (actuel Mont Sainte-Odile) en possession propre.
À cette époque, la plupart des terres étaient principalement entre les familles nobles, comme les Von Block, les Von Berstett ou les comtes de Gerolseck. Ces derniers ont notamment construit le château « La Schwanau ». Situé à proximité du Rhin et du village, au milieu de marécages, il permettait de surveiller à la fois la route de Strasbourg à Bâle et le flux commercial sur le Rhin. Mais en 1333, une coalition formée de nombreuses villes des alentours voit le jour pour prendre la forteresse, et après 12 semaines de siège, le château est pris et détruit.

### Liste des maires

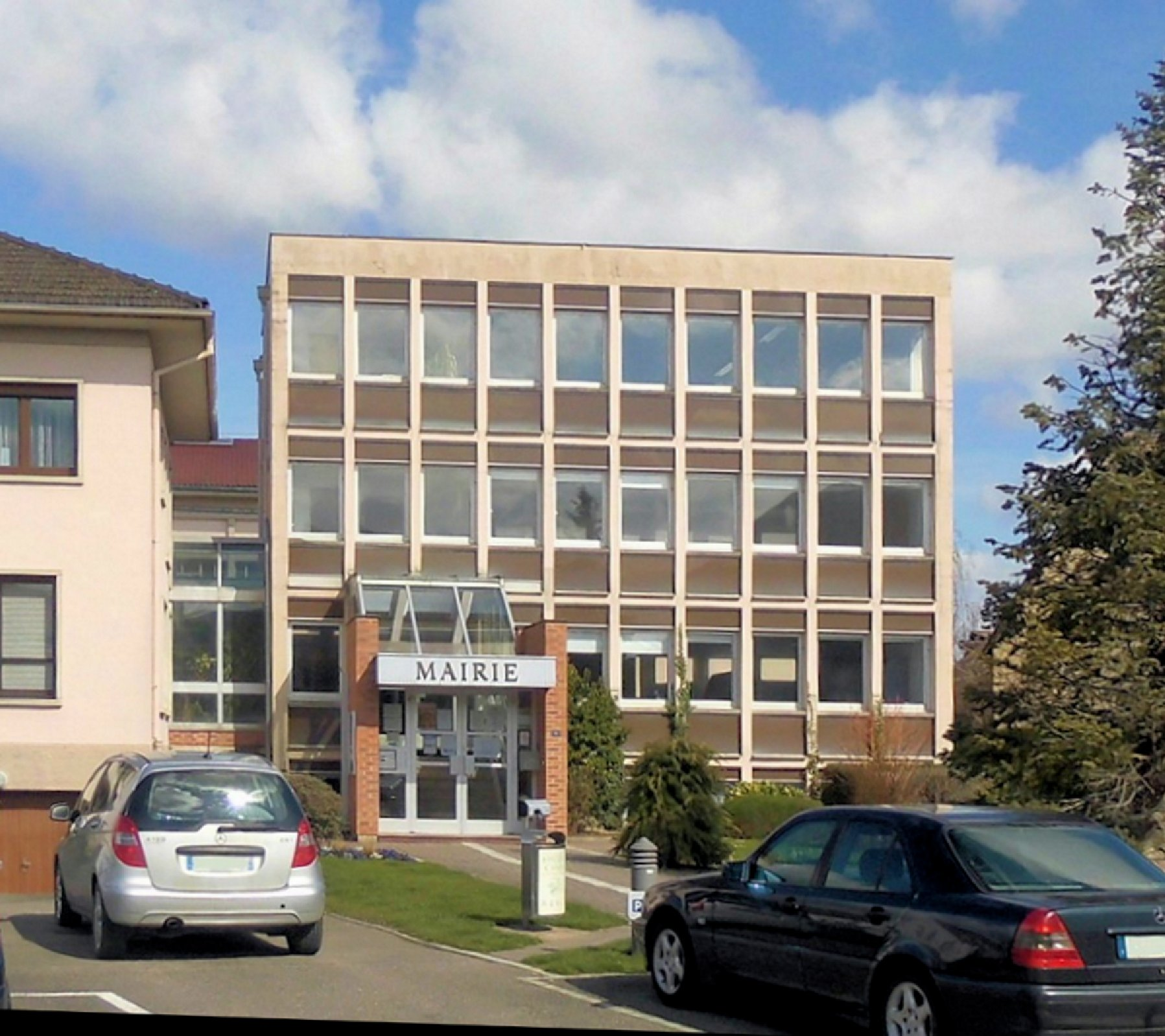
La mairie.

## Démographie
L'évolution du nombre d'habitants est connue à travers les recensements de la population effectués dans la commune depuis 1793. Pour les communes de moins de 10 000 habitants, une enquête de recensement portant sur toute la population est réalisée tous les cinq ans, les populations de référence des années intermédiaires étant quant à elles estimées par interpolation ou extrapolation. Pour la commune, le premier recensement exhaustif entrant dans le cadre du nouveau dispositif a été réalisé en 2005.

En 2022, la commune comptait 3 457 habitants, en évolution de +0,67 % par rapport à 2016 (Bas-Rhin : +3,17 %, France hors Mayotte : +2,11 %).
| 1793 | 1800 | 1806 | 1821  | 1831  | 1836  | 1841  | 1846  | 1851  |
| ---- | ---- | ---- | ----- | ----- | ----- | ----- | ----- | ----- |
| 873  | 937  | 983  | 1 295 | 1 416 | 1 465 | 1 360 | 1 445 | 1 583 |

| 1856  | 1861  | 1866  | 1871  | 1875  | 1880  | 1885  | 1890  | 1895  |
| ----- | ----- | ----- | ----- | ----- | ----- | ----- | ----- | ----- |
| 1 516 | 1 616 | 1 571 | 1 589 | 1 495 | 1 498 | 1 443 | 1 465 | 1 484 |

| 1900  | 1905  | 1910  | 1921  | 1926  | 1931  | 1936  | 1946  | 1954  |
| ----- | ----- | ----- | ----- | ----- | ----- | ----- | ----- | ----- |
| 1 600 | 1 589 | 1 681 | 1 628 | 1 715 | 1 714 | 1 627 | 1 614 | 1 579 |

| 1962  | 1968  | 1975  | 1982  | 1990  | 1999  | 2005  | 2006  | 2010  |
| ----- | ----- | ----- | ----- | ----- | ----- | ----- | ----- | ----- |
| 1 690 | 2 057 | 2 830 | 3 008 | 2 808 | 2 785 | 2 802 | 2 937 | 3 233 |

| 2015  | 2020  | 2022  | - | - | - | - | - | - |
| ----- | ----- | ----- | - | - | - | - | - | - |
| 3 382 | 3 452 | 3 457 | - | - | - | - | - | - |

Une lente augmentation de la population après 1900, puis une diminution de celle-ci à partir des années 1930 correspondent principalement au déficit de naissances d'après la Grande Guerre.
Entre l'année 1962, où Gerstheim comptait 1 690 habitants, et 1982 la population augmente de 78 %. Cet important développement du village découle de la construction du lotissement Printemps, et du développement du lotissement Unterrieth.

## Culture locale et patrimoine

### Lieux et monuments

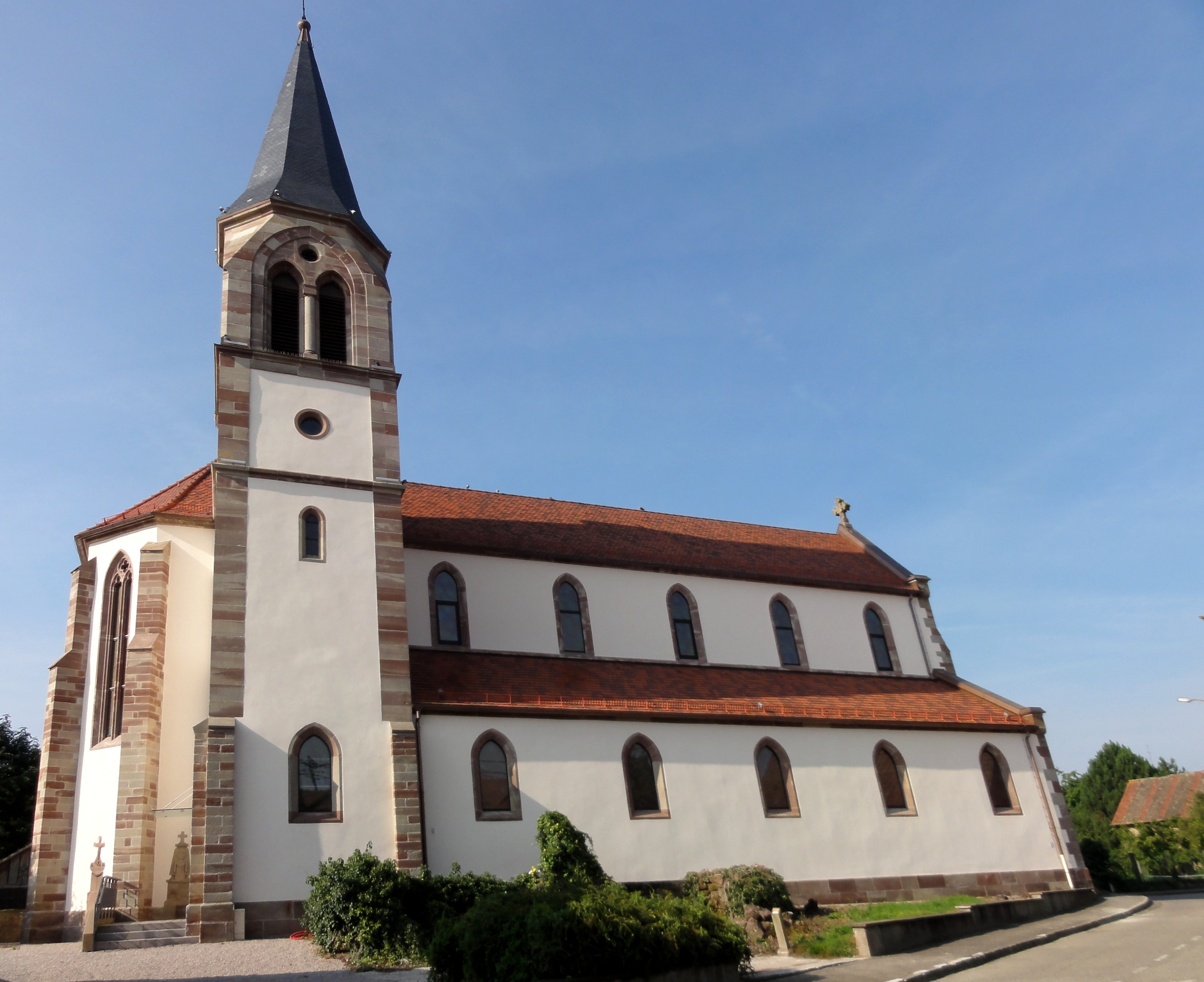
Église catholique Saint-Denis.
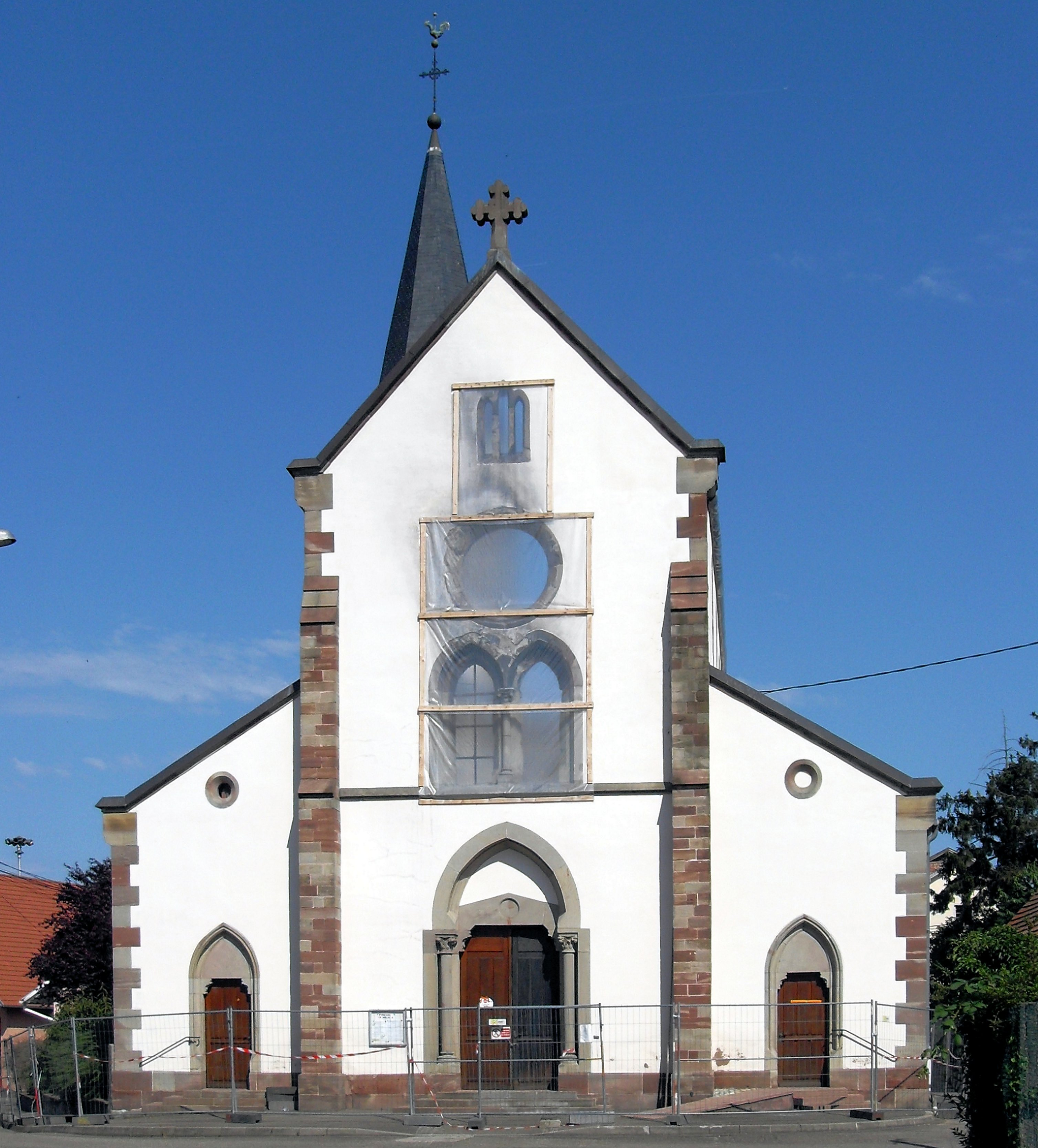
Église catholique Saint-Denis après l'incendie de novembre 2011.
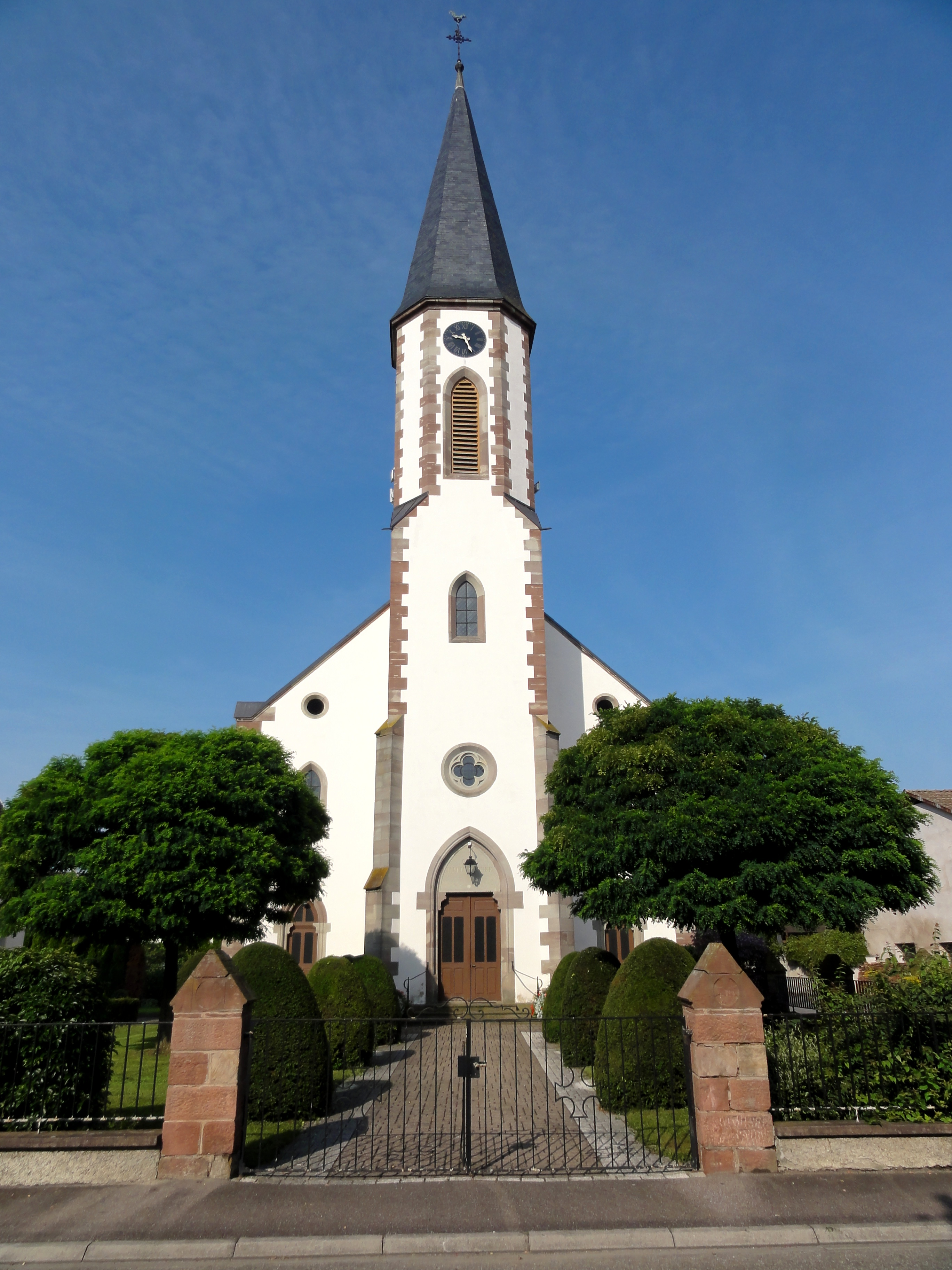
Église protestante Saint-Guillaume.
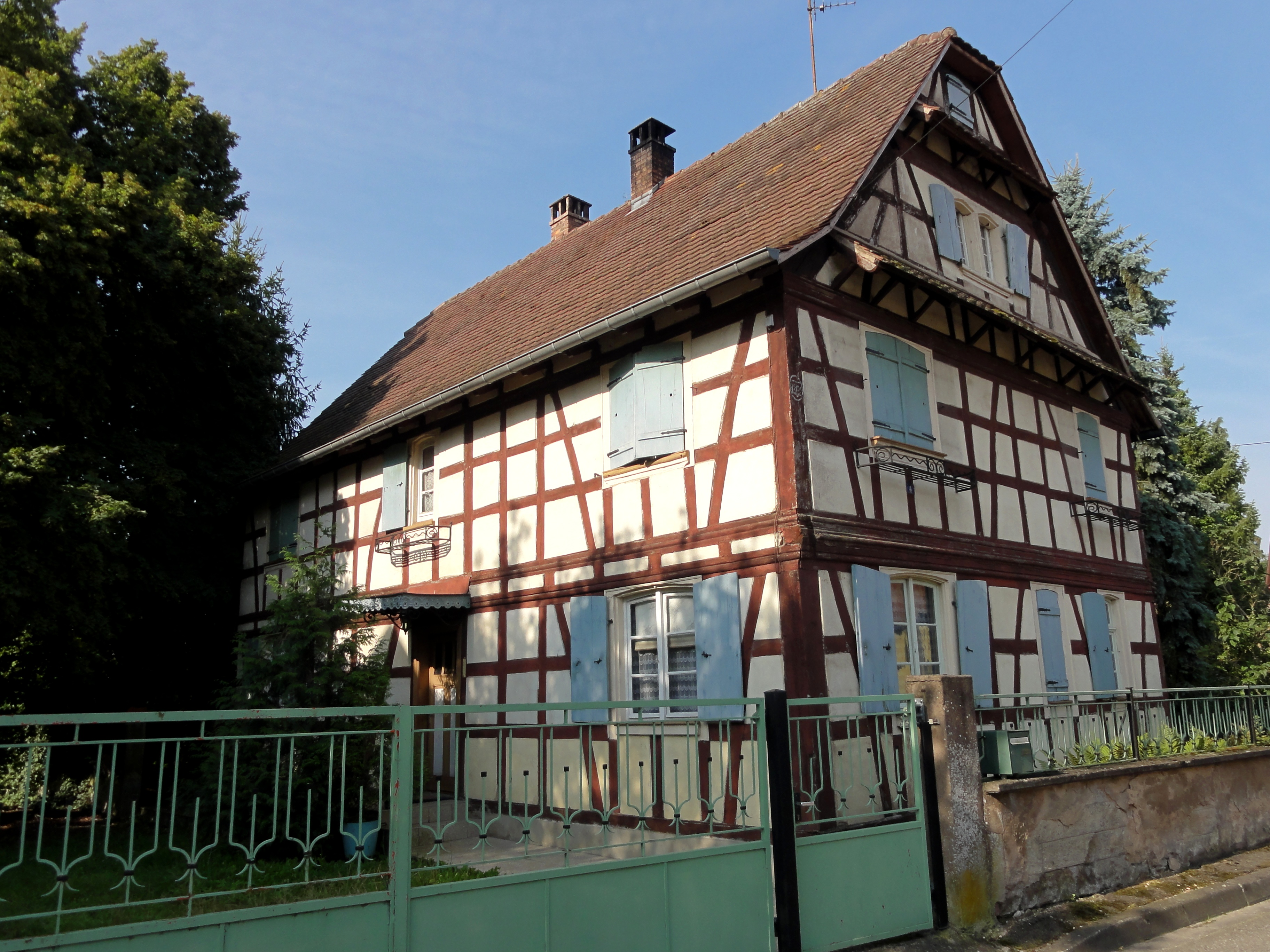
Une maison à colombages, rue de l'église.

#### Cimetière israélite
Le cimetière date du XVIIIe siècle. Il est divisé en deux parties : à droite, la partie de la communauté juive ; à gauche, celle des indigents.

#### Manoir de Bancalis
Le manoir de Bancalis est un château du XVIIe siècle. Une branche de la famille de Bancalis est venu s’installer à Gerstheim et a construit le manoir.

#### Église catholique
L'église catholique actuelle est construite en 1869, sur l’emplacement d'une ancienne église mixte construite au XVIe siècle. L'église sera relativement épargnée durant la guerre, mais des tuyaux d'orgue et des cloches sont quand même volés par les nazis.
Mais tôt dans la matinée du 25 novembre 2011, l'église est en feu, détruisant la toiture de l'édifice. C'est aux alentours de 2 h du matin que l'incendie est signalé, rapidement une cinquantaine de pompiers sont mobilisés pour enrayer la propagation du feu,,. Dans la journée, le maire annonce vouloir reconstruire au plus vite l'église. Le projet de reconstruction sera mené par l'architecte Alain Steinmetz, la reconstruction commence en octobre 2012, la paroisse proposera même un site internet (maintenant supprimé) pour suivre l’avancement du chantier. La nouvelle église sera finalement inaugurée le 16 février 2014.

### Événements et fêtes
- Le troisième dimanche de septembre : Messti du village.

### Personnalités liées à la commune
- Jean Louis Arnaud (1773-1809), Henri (1803-1878) et Raphaël (1844-?) de Bancalis de Pruynes, membres de la famille de Bancalis de Maurel d'Aragon ;
- Henry Laufenburger (1897-1964), économiste né à Gerstheim.

## Économie
- Peu d'industrie et de tourisme, mais importante proportion de travailleurs frontaliers.
- Centrale hydroélectrique sur le Rhin.